# Majoranov fermion
Majoranov fèrmion [majoránov ~] (tudi Majoranov spinor) je fermion, ki je sam sebi tudi antidelec. Kot fermion ima polovični spin. Nima naboja. V naravi še niso našli Majoranovega fermiona. Predvidevajo, da je nevtrino Majoranov ali Diracov fermion.
Imenuje se po italijanskem fiziku Ettoreju Majoranu (1906 – 1938), ki ga je prvi predvidel v letu 1930.
V supraprevodnih snoveh lahko Majoranov fermion nastane kot kvazidelec.
V minimalnem supersimetričnem standardnem modelu (razširitev standardnega modela s supersimetrijo) so kot Majoranovi spinorji opisani tudi gluini in nevtralini. 
Majoranov fermion je tudi domnevni delec nevtralino iz supersimetričnih modelov.